# The Golden Seals
The Golden Seals son una banda de indie rock canadiense formada en 1999 y basada en Ottawa, Ontario, Canadá.

## Historia
La banda se formó en 1999, después que las bandas de Merritt y Bonnell, Adam Westt y The Buffalo Brothers, se disolvieron. La banda es liderada por el cantante y el compositor Dave Merritt. Otros miembros incluyen Philip Shaw Bova, Matt Ouimet, Steve Boudreau y Mike Bonnell. Los dos colaboraron en una canción para el álbum de Rheostatics The Story of Harmelodia, "Song of the Garden", y luego comenzaron a trabajar en el primer álbum de Golden Seals, Storybook Endings.
La banda lanza su material en Zunior. También contribuyeron en un cover de Rheostatics, "Loving Arms" al álbum tributo de Rheostatics en 2007 The Secret Sessions.

## Discografía
- Storybook Endings (2001)
- No-Hitter (2002)
- Business Casual (2005)
- Wetsuit (2006)